# Victoria’s Secret (singel)
Victoria’s Secret – czwarty singel fińskiego zespołu power metalowego Sonata Arctica.

## Spis utworów
1. „Victoria’s Secret” (radio edit) – 03:54
2. „Victoria’s Secret” – 04:52
3. „Fade to Black” (cover Metallica) – 05:44

## Twórcy
- Tony Kakko – śpiew, instrumenty klawiszowe
- Jani Liimatainen – gitara
- Marko Paasikoski – gitara basowa
- Tommy Portimo – instrumenty perkusyjne
- Jens Johansson – instrumenty klawiszowe w obydwu wersjach utworu „Victoria’s Secret"